# Zagoričani
Zagoričani är ett samhälle i Bosnien och Hercegovina.   Det ligger i entiteten Federationen Bosnien och Hercegovina, i den sydvästra delen av landet, 100 km väster om huvudstaden Sarajevo. Zagoričani ligger 926 meter över havet och antalet invånare är 807.
Terrängen runt Zagoričani är kuperad. Närmaste större samhälle är Livno, 7,6 km nordväst om Zagoričani. 
Trakten runt Zagoričani består till största delen av jordbruksmark. Runt Zagoričani är det ganska tätbefolkat, med 93 invånare per kvadratkilometer.